# Рейд на Ланкастер
Рейд на Ланкастер (англ. Lancaster raid) — нападение около 400 индейских воинов под предводительством вождя Моноко на город Ланкастер 10 февраля 1676 года во время Войны Короля Филипа. Нипмуки и наррагансетты разрушили и сожгли город, убив несколько колонистов, а большинство забрали в плен. Одной из пленниц стала Мэри Роулендсон, которая позднее опубликовала книгу о своём пребывании в неволи у индейцев — «Божья власть и доброта: рассказ о похищении и освобождении госпожи Мэри Роулендсон» (англ. The Sovereignty and Goodness of God: Being a Narrative of the Captivity and Restoration of Mrs. Mary Rowlandson). Её история станет прототипом целого раздела американской литературы , известного как «повествования о пленении».
Рейд на Ланкастер стал для индейцев успешным началом предстоящей продолжительной зимне-весенней кампании, в которой вампаноаги, нипмуки и наррагансетты действовали сообща. Не понеся потерь, они уничтожили Ланкастер, добыли запасы продовольствия и убили и пленили несколько десятков англичан. После рейда индейцы объединили свои силы и провели серию разрушительных нападений на города Массачусетса, Род-Айленда, Плимута и Коннектикута.